# Schweppes
A Schweppes egy szénsavas üdítőitalmárka. A Schweppes kezdetben tonikízű változatban volt kapható, azóta megjelent különféle ízekben is.

## Történet
A Schweppes eredeti receptjét 1783-ban találta fel Johann Jacob Schweppe Genfben. Ő alkalmazta gyakorlatban először a szénsavas víz előállításának folyamatát, amit Joseph Priestley kutatásai alapján végezett el. Az ital feltalálása után megalapította a Schweppes Company-t, de később Londonba költözött, ahol hamarosan a királyi palotába is szállította italát.
Az 1851-es londoni világkiállítás hivatalos itala volt, és a kristálypalotában lévő szökőkút mára a Schweppes logójának része.

## Magyarországon kapható ízek[1]
- Indian Tonic Water
- American Ginger Ale
- Bitter Lemon
- Lemon Mint

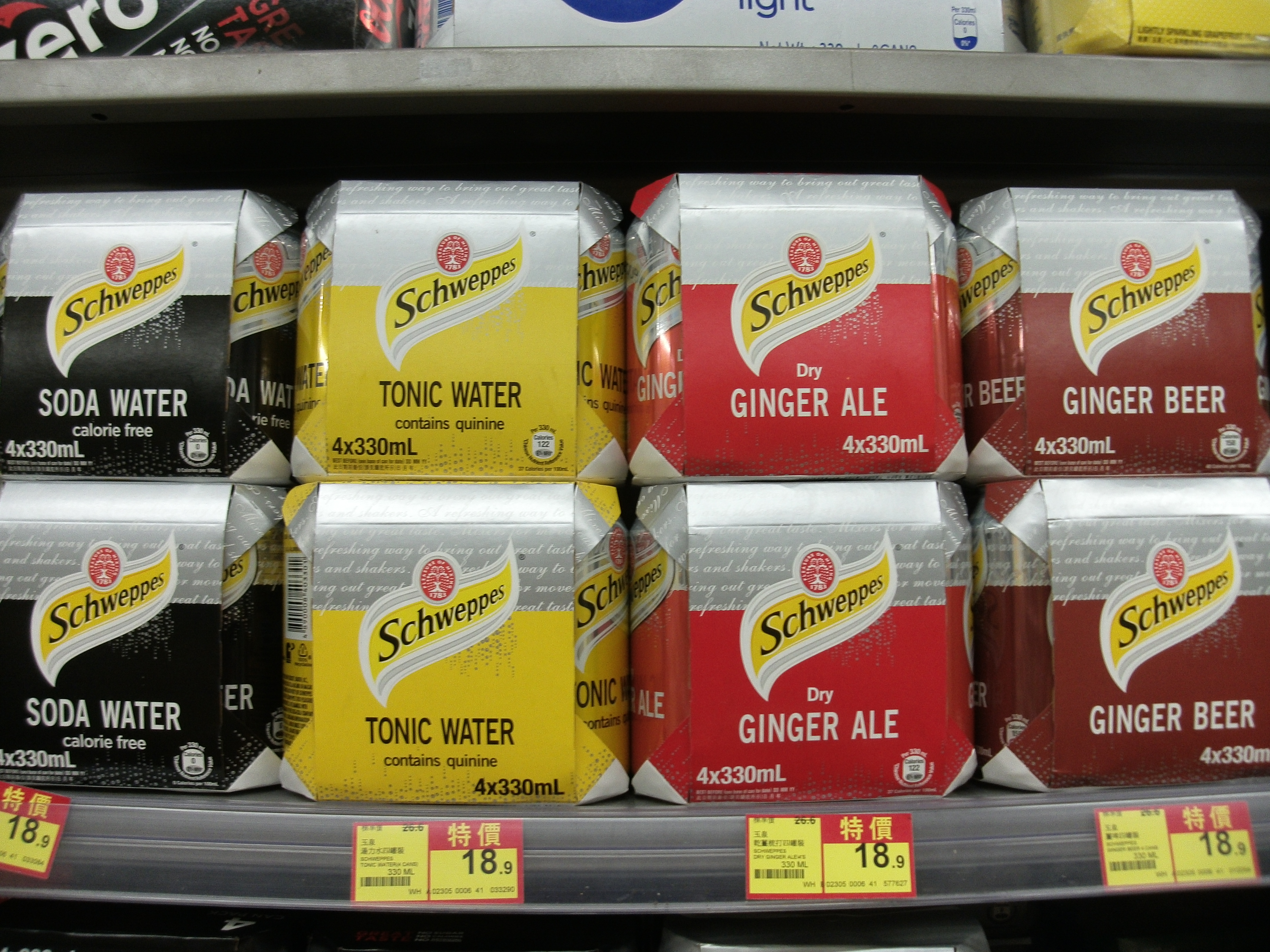
Szóda, tonik, gyömbér, és gyömbérsör egy kínai áruház polcán – összecsomagolva

- Orange (korábban Narancs-Vérnarancs néven)
- Citrus Fusion
- Pink Grapefruit
- Grape Apple

## Kapcsolódó szócikk
- szódavíz